# Sintagma preposizionale

Un esempio di sintagma preposizionale: PP sta per Prepositional Phrase (sintagma preposizionale), NP per Noun Phrase (sintagma nominale), Prep per preposizione, Ag per aggettivo, N per Noun (sostantivo)

Il sintagma preposizionale (SP) è in linguistica strutturale un sintagma che ha per testa una preposizione (ossia un costituente strutturale che appartiene alla categoria lessicale "preposizione"). Corrisponde a ciò che la linguistica strutturale americana indica come Prepositional Phrase (PP).